# Уоксо
Уоксо (на английски: Waxhaw) е малко северноамериканско индианско племе, което през 17 век живее в района на река Катоба в Южна Каролина, близо до границата на Северна Каролина, в днешните окръзи Ланкастър, Южна Каролина и Юниън и Мекленбърг, Северна Каролина. До 1720 г. те се споменават като отделно племе под различни наименования, но няма ясни доказателства, че имената се отнасят за тях. Първото им споменаване е през 1566 г. от Хуан Пардо под името „гуеча“. Пардо казва, че „гуеча“ имат общо 11 села, включително селото Суя (севи) на Атлантическия бряг. През 1670 г. Джон Ледерер ги споменава под името „уисаки“, които според него са част от катоба. През 1701 г. ги посещава Джон Лоусън, който отбелязва две техни села, разположени на известно разстояние едно от друго. След Войната ямаси, уоксо отказват да сключат мир с англичаните, в резултат на което са нападнати и почти унищожени от катоба. Някои от оцелелите отиват да живеят при племето черо, а други последват ямасите във Флорида, където за последно се споменават през 1720 г. Няма оцелели думи от езика им, но се предполага, че заради връзките им с други сиуезични племена в района той е сиукски език.